# Arctia melanozoster
Arctia melanozoster là một loài bướm đêm thuộc phân họ Arctiinae, họ Erebidae.